# SAFICO-Gebäude
Das SAFICO-Gebäude (Edificio SAFICO) ist ein Hochhaus in der Avenida Corrientes in Buenos Aires, Argentinien.
Das Gebäude entwarf der Schweizer Architekt Walter Möll im Auftrag der Sociedad Anónima, Financiera y Comercial (SAFICO). Die Bauarbeiten begannen 1932 und dauerten neun Monate, 1934 fand die Eröffnung des Hauses statt. Es gehört zu einer Reihe von modernen Hochhäusern im Stile der Neuen Sachlichkeit in Buenos Aires, unter anderem zählen auch das Kavanagh- und das Comega-Gebäude dazu.
Das Haus musste zahlreichen neuen Bauvorschriften genügen. Darunter gehörte unter anderem, dass alle neuen Gebäude in der Avenida Corrientes einige Meter zurückgesetzt erbaut werden mussten, um die Erweiterung der Straße zu einem Boulevard (Avenida) zu ermöglichen. Eine weitere Bauvorschrift war die 1928 beschlossene Reglamento General de Construcciones (Allgemeine Bauvorschrift), welche die Grundhöhe der Gebäude der Avenida Corrientes auf 40 Meter festlegte – um den Proportionen der 26 Meter breiten Avenida Corrientes zu entsprechen. Oberhalb der 40 Meter ließ Möll einen abgestuften Turm errichten.
Das Gebäude umfasst drei Kellergeschosse, zwei mit Garagen für etwa 70 Fahrzeuge sowie ein Heizanlage-Geschoss. Oberhalb des Erdgeschosses befinden sich zehn Stockwerke im Hauptgebäude und 15 weitere im Turm. Zur Zeit der Eröffnung war das SAFICO-Gebäude das höchste Wohnhaus Argentiniens, da die obersten drei Geschosse eine einzelne Maisonnette-Wohnung umfasste. Dort in den ersten Jahren der Generaldirektor des SAFICO-Konzerns. In späteren Jahren wohnten zahlreiche bekannte Persönlichkeiten in der Wohnung, unter anderem auch Pablo Neruda in seiner Funktion als chilenischer Vizekonsul.
Bis in die 1970er Jahre befand sich direkt dem SAFICO-Gebäude, das daraufhin abgerissen wurde und 1979 mit dem Sitz der Bank of Tokyo – heute Sitz der OSDE – teilweise bebaut wurde. Auf Drängen der Stadtregierung blieb jedoch ein Teil des Geländes unbebaut, sodass eine kleine Grünfläche entstand, die Plazoleta San Nicolás. Heute befindet sich auf dem Platz eine an Touristenbedürfnissen orientierte kleine Wache der argentinischen Bundespolizei.
Heute ist das SAFICO-Gebäude Sitz zahlreicher ausländischer Nachrichtenagenturen.

## Galerie

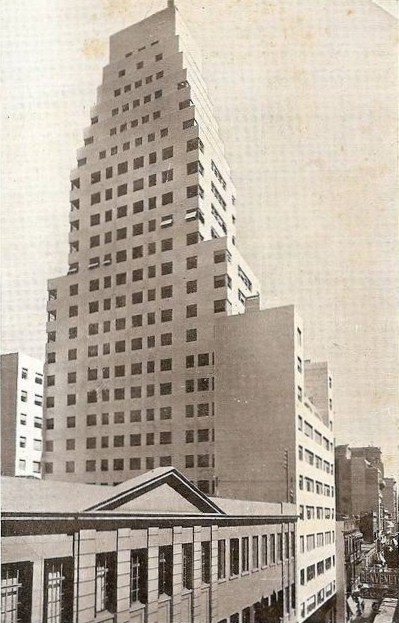
Das SAFICO-Gebäude im Jahr 1934
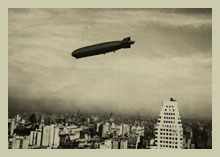
Graf Zeppelin über dem SAFICO-Gebäude
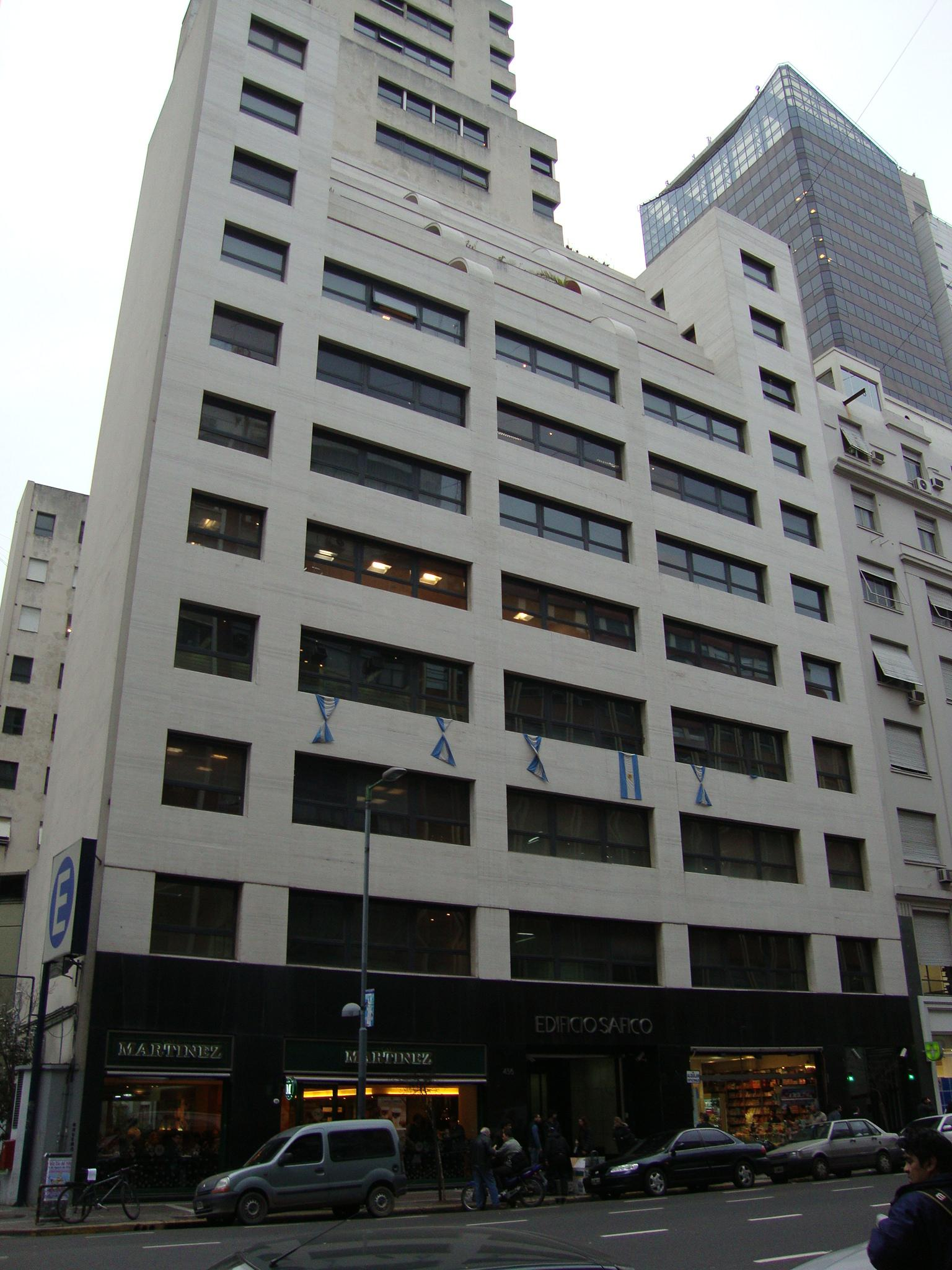
Fassade von der Avenida Corrientes gesehen
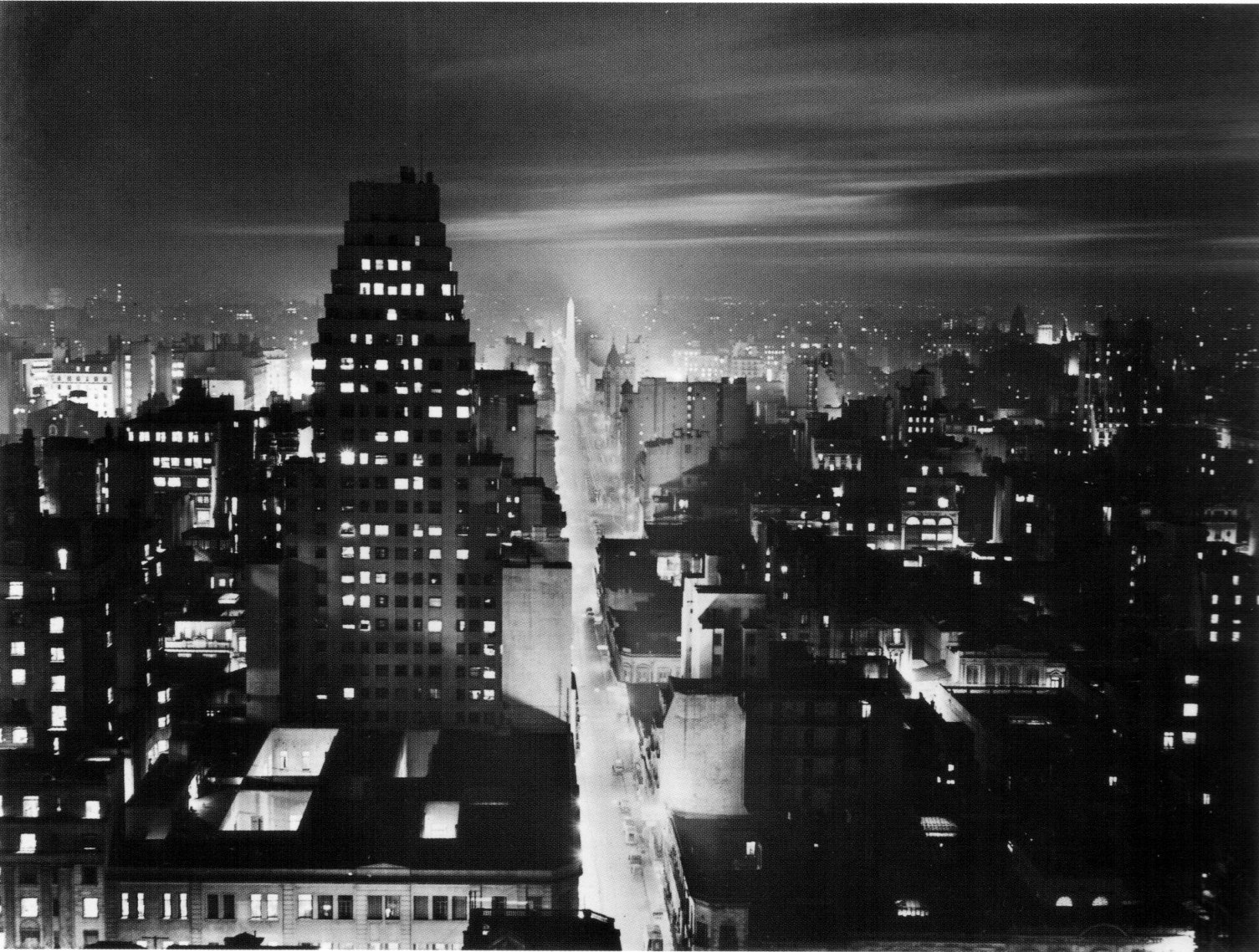
Das SAFICO-Gebäude nachts im Jahr 1936
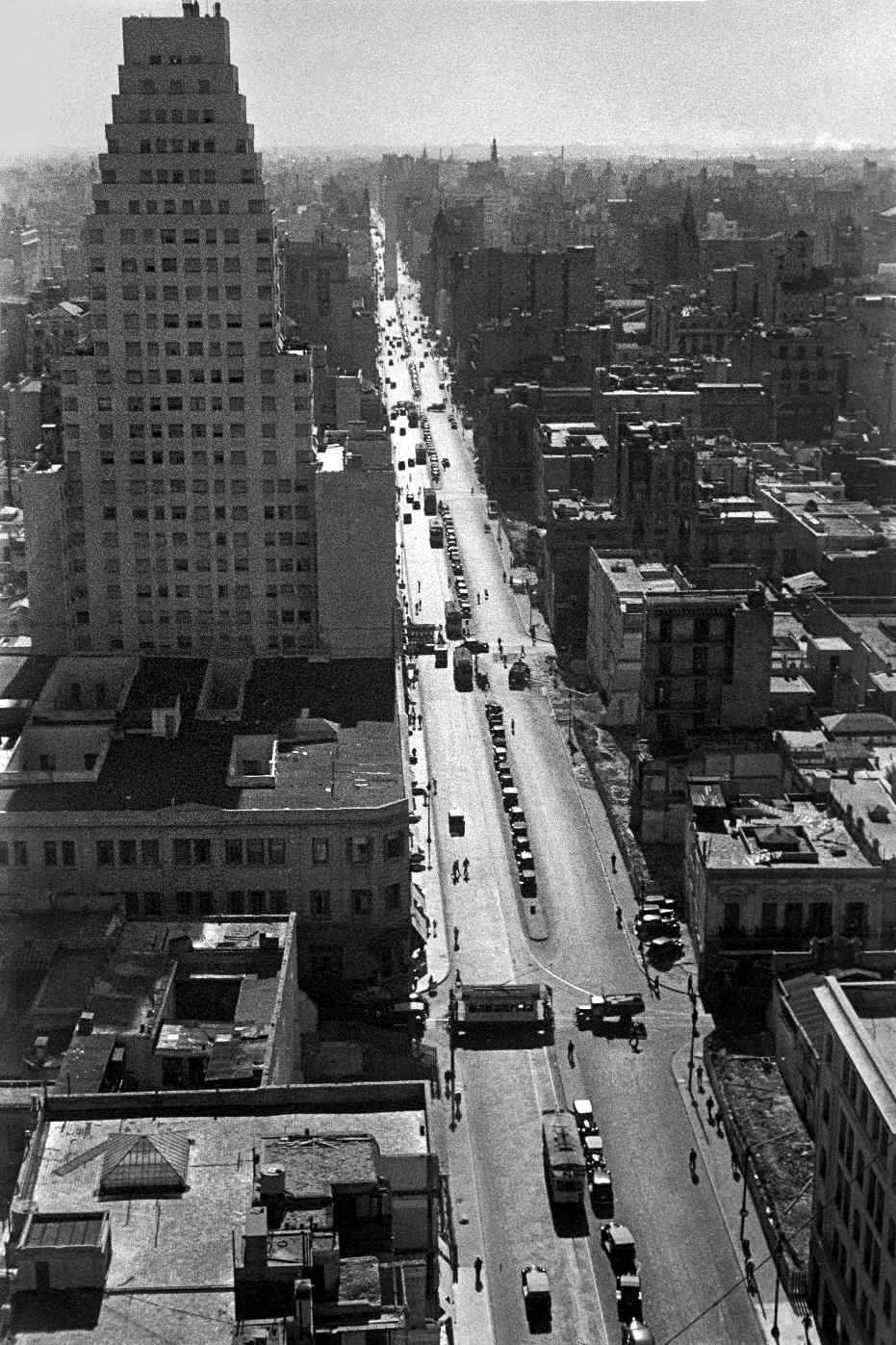
Eine ähnliche Ansicht bei Tag, 1936